# Татлієв Сулейман Байрам огли
Сулейман Байрам огли Татлієв (27 лютого 1925, село Даг-Кесаман, тепер Агстафинського району, Азербайджан — 9 березня 2014, місто Баку, Азербайджан) — радянський азербайджанський державний діяч, голова Президії Верховної Ради Азербайджанської РСР, 1-й заступник голови Ради міністрів Азербайджанської РСР. Член Центральної Ревізійної Комісії КПРС у 1986—1990 роках. Депутат Верховної Ради Азербайджанської РСР 8—11-го скликань. Депутат Верховної Ради СРСР 10—11-го скликань, заступник голови Президії Верховної Ради СРСР у 1986—1989 роках. 

## Життєпис
Народився в родині робітника. Навчався в середній школі. З десятого класу мобілізований до Радянської армії.
З 1943 по 1945 рік — в Радянській армії, учасник німецько-радянської війни. Був важко поранений і демобілізований з армії.
У 1946 році закінчив Газахську міську середню школу.
У 1946—1951 роках — студент хімічного факультету Азербайджанського державного університету імені Кірова.
У 1951—1956 роках — інженер-технолог Новогрозненського нафтопереробного заводу Грозненської області РРФСР.
У 1956—1961 роках — начальник цеху, заступник головного інженера, заступник начальника центральної науково-дослідної лабораторії Сумгаїтського заводу синтетичного каучуку Азербайджанської РСР.
Член КПРС з 1959 року.
У 1961—1963 роках — завідувач відділу Управління хімічної і нафтопереробної промисловості Ради народного господарства (раднаргоспу) Азербайджанського адміністративного економічного району.
У 1963—1965 роках — заступник завідувача відділу хімічної і нафтопереробної промисловості ЦК КП Азербайджану, інспектор Закавказького бюро ЦК КПРС.
У 1965—1970 роках — начальник управління хімічної промисловості Ради міністрів Азербайджанської РСР.
У 1970—1978 роках — керуючий справами Ради міністрів Азербайджанської РСР.
У липні 1978 — грудні 1985 року — 1-й заступник голови Ради міністрів Азербайджанської РСР.
30 грудня 1985 — 22 червня 1989 року — голова Президії Верховної Ради Азербайджанської РСР.
З червня 1989 року — персональний пенсіонер союзного значення в місті Баку.
У 1994—2014 роках — президент Торгово-промислової палати Азербайджанської Республіки.
Помер 9 березня 2014 року в місті Баку.

## Нагороди
- Орден «Шохрат» (Азербайджан) (22.02.2005)
- орден Дружби (Російська Федерація) (27.12.2004)
- Орден Жовтневої Революції
- Орден Вітчизняної війни І ст.
- Два ордени Трудового Червоного Прапора
- Орден «Знак Пошани»
- Медалі
- Почесні грамоти Президії Верховної Ради Азербайджанської РСР